# Жан Ебютерн
Жан Ебютерн (на френски: Jeanne Hébuterne) е френска художничка. Тя е сред най-популярните модели на художника Амедео Модиляни, с когото съжителства без брак.

## Биография
Родена е в католическо семейство, баща ѝ Ахил Ебютерн е служител в първия универсален магазин в света „Le Bon Marché“. В артистичните среди на Монпарнас Жан е въведена от своя брат Андре Ебютерн, който иска да стане художник. Тя се среща с някои от гладуващите по онова време художници, сред които и Цугухару Фуджита, за когото тя позира.
Като талантлив рисувач, който мечтае за артистична кариера, Жан Ебютерн посещава курсове по рисуване в академията „Колароси“. Точно там, през пролетта на 1917 г. тя е представена на Амедео Модиляни от скулпторката Хана Орлова (1888-1968). Скоро след това Жан започва връзка с харизматичния художник и двамата се влюбват. Тя се премества да живее при него, пренебрегвайки възраженията на силно религиозните си родители.
Описана от писателя Шарл-Албер Сенгрия (1883-1954) като фина, срамежлива, тиха и деликатна жена, Жан Ебютерн се превръща в основна тема на творбите на Модиляни. През есента на 1918 г. двойката се премества в Ница, където агентът на Модилиани се надява да продаде работите му на зимуващите по Френската ривиера заможни познавачи. В Ница на 29 ноември се ражда първото дете на Жан и Модиляни. През пролетта се завръщат в Париж и Жан разбира, че е бременна отново. През това време Модилиани развива туберкулозен менингит, а от разните зависимости здравето му фатално се влошава.
Амедео Модиляни умира на 24 януари 1920 г. Семейството на Жан Ебютерн я прибира в дома им, но само 2 дни след смъртта на Амедео, объркана и обезумяла, Жан се самоубива бременна в 8-и месец, скачайки през прозорец на 5-ия етаж. Обвинявайки Модиляни за нейната смърт, семейството ѝ я погребва в Cimetière de Bagneux. Близо 10 години по-късно, останките ѝ са прехвърлени до тези на Амедео Модиляни в гробището Пер Лашез.

## Памет
Жан Модиляни (1918-1984), дъщерята на Жан Ебютерн и Амедео Модиляни, е осиновена от сестрата на баща си, която живее във Флоренция, Италия. Тя израства, без да знае нищо за своите родители. След проучване на техния бурен живот тя написва през 1958 г. биография на своя баща, озаглавена „Модиляни: човек и мит“.
Повече от 30 години отнема на изкуствоведите да признаят творбите на Жан Ебютерн и да ги направят достъпни за публиката. През октомври 2000 г. нейни произведения са включени в голяма изложба на Модиляни във Венеция.

## Творби
- Натюрморт
- Автопортрет, 1916
- Автопортрет, 1918
- Смъртта, 1919
- Портрет на Модиляни, 1919
- Самоубийство, 1920?